# HMS Gould (K476)
HMS Gould (K476) là một tàu frigate lớp Captain của Hải quân Hoàng gia Anh hoạt động trong Chiến tranh Thế giới thứ hai. Nó nguyên được Hoa Kỳ chế tạo như chiếc USS Lovering (DE-272), một tàu hộ tống khu trục lớp Evarts, và chuyển giao cho Anh Quốc theo Chương trình Cho thuê-Cho mượn (Lend-Lease). Nó là chiếc tàu chiến duy nhất của Hải quân Anh được đặt tên theo Đô đốc Sir Davidge Gould (1758-1847), người từng tham gia các cuộc Chiến tranh Cách mạng Hoa Kỳ và Chiến tranh Cách mạng Pháp. Nó chỉ phục vụ một thời gian ngắn trong chiến tranh, cho đến khi bị đánh chìm tại Đại Tây Dương do trúng ngư lôi phóng từ tàu ngầm Đức U-358 vào ngày 1 tháng 3, 1944.

## Thiết kế và chế tạo
Những tàu frigate lớp Captain thuộc phân lớp Evarts có chiều dài chung 289 ft 5 in (88,21 m), mạn tàu rộng 35 ft 1 in (10,69 m) và độ sâu mớn nước khi đầy tải là 8 ft 3 in (2,51 m). Chúng có trọng lượng choán nước tiêu chuẩn 1.140 tấn Anh (1.160 t); và lên đến 1.430 tấn Anh (1.450 t) khi đầy tải. Hệ thống động lực bao gồm bốn động cơ diesel General Motors Kiểu 16-278A nối với bốn máy phát điện để vận hành hai trục chân vịt; công suất 6.000 hp (4.500 kW) cho phép đạt được tốc độ tối đa 21 kn (24 mph; 39 km/h), và có dự trữ hành trình 4.150 nmi (4.780 mi; 7.690 km) khi di chuyển ở vận tốc đường trường 12 kn (14 mph; 22 km/h).
Vũ khí trang bị bao gồm ba pháo 3 in (76 mm)/50 cal trên tháp pháo nòng đơn có thể đối hạm hoặc phòng không, một khẩu đội 1,1 inch/75 caliber bốn nòng và chín pháo phòng không Oerlikon 20 mm. Vũ khí chống ngầm bao gồm một dàn súng cối chống tàu ngầm Hedgehog Mk. 10 (có 24 nòng và mang theo 144 quả đạn); hai đường ray Mk. 9 và tám máy phóng K3 Mk. 6 để thả mìn sâu.
Con tàu được đặt hàng vào ngày 25 tháng 1, 1942, và được đặt lườn như là chiếc USS Lovering (DE-272) tại Xưởng hải quân Boston ở Boston, Massachusetts vào ngày 20 tháng 5, 1943. Tên nó được đặt theo Thiếu úy Hải quân William Bacon Lovering (1913-1942), người phục vụ trên tàu khu trục USS Hammann (DD-412) và đã tử trận khi Hammann bị đánh chìm trong Trận Midway ngày 6 tháng 6, 1942. Nó được hạ thủy vào ngày 8 tháng 7, 1943, được đỡ đầu bởi bà Joseph S. Lovering, chị dâu của Thiếu úy Lovering. Con tàu được chuyển giao vào ngày 18 tháng 9, 1943, đồng thời nhập biên chế cùng Hải quân Hoàng gia Anh như là chiếc HMS Gould (K476) dưới quyền chỉ huy của Hạm trưởng, Đại úy Hải quân Daniel William Ungoed.

## Lịch sử hoạt động
Trong quá trình phục vụ ngắn ngủi cùng Hải quân Hoàng gia Anh, Gould hoạt động trong vai trò hộ tống các đoàn tàu vận tải vượt Đại Tây Dương. Vào ngày 26 tháng 2, 1944, nó phối hợp cùng các tàu frigate Affleck (K462) và Gore (K481) tấn công bằng mìn sâu tại vùng biển Bắc Đại Tây Dương, và đã đánh chìm được chiếc tàu ngầm U-boat Đức U-91 ở tọa độ 49°45′B 26°20′T / 49,75°B 26,333°T.
Nhưng chỉ ba ngày sau, 29 tháng 2, 1944, trong thành phần Đội hộ tống 1, Gould cùng với Affleck, Gore và tàu frigate Garlies (K475) phát hiện ra chiếc U-358 tại vị trí về phía Bắc Tây Bắc quần đảo Azores, và bắt đầu tấn công bằng mìn sâu. Cuộc tấn công kéo dài suốt đêm cho đến sáng ngày 1 tháng 3, và bốn chiếc frigate đã thả tổng cộng 104 quả mìn. Gore và Garlies buộc phải rút lui về Gibraltar vào sáng ngày 1 tháng 3 để tiếp nhiên liệu, còn Affleck và Gould vẫn tiếp tục cuộc truy lùng.
Đến xế trưa ngày hôm đó, U-358 phóng một quả ngư lôi dò âm G7es trúng đích và đánh chìm Gould tại tọa độ 45°46′B 23°16′T / 45,767°B 23,267°T. Đại úy Hạm trưởng Ungoed cùng sáu sĩ quan khác và 116 thủy thủ đã tử trận, và chỉ có 14 thành viên thủy thủ đoàn của Gould sống sót. U-358 cuối cùng cũng buộc phải nổi lên mặt nước sau 38 giờ lặn, và bị hải pháo của Affleck đánh chìm ở tọa độ 45°46′B 23°16′T / 45,767°B 23,267°T.